# Lights Out (Ingrid Michaelson)
Lights Out è il sesto album in studio della cantautrice americana Ingrid Michaelson, pubblicato nel 2014.

## Tracce
1. Home – 4:24
2. Girls Chase Boys – 3:41
3. Wonderful Unknown (feat. Greg Laswell) – 5:01
4. You Got Me (feat. Storyman) – 3:13
5. Warpath – 2:27
6. Handsome Hands – 3:36
7. Time Machine – 3:32
8. One Night Town (feat. Mat Kearney) – 3:14
9. Open Hands (feat. Trent Dabbs) – 4:06
10. Ready to Lose (feat. Trent Dabbs) – 3:33
11. Stick – 3:35
12. Afterlife – 4:04
13. Over You (feat. A Great Big World) – 4:43
14. Everyone Is Gonna Love Me Now – 5:17

## Classifiche
| Classifica (2014) | Posizione raggiunta |
| ----------------- | ------------------- |
| Canada            | 8                   |
| Stati Uniti       | 5                   |